# Bucze (przystanek kolejowy w powiecie żarskim)
Bucze – nieczynny kolejowy przystanek osobowy w Buczach, w województwie lubuskim, w Polsce.